# PictoChat
PictoChat is een draadloze communicatiemethode tussen meerdere Nintendo DS-systemen. Men schrijft met de stylus op het onderste scherm (touchscreen), waarna men op verzenden kan drukken waarna de andere deelnemers in de kamer (een groep die men kiest wanneer men met PictoChat begint), hoogstens zestien per kamer, het kunnen lezen. Men kan 'gewoon' schrijven, maar men kan ook instellen dat men letters aantoetst. Het Nintendo 3DS-systeem wordt zonder PictoChat geleverd, maar Nintendo heeft hiervoor Nintendo-Brievenbus (ondertussen vervangen door Nintendo Krabbelpost) als alternatief in de Nintendo eShop uitgebracht. Het voordeel van deze software is dat berichten nu ook via SpotPass (via internet) verstuurd en ontvangen kunnen worden.

## Varianten
- InkStorm heeft een variant op PictoChat gemaakt voor de Tapwave Zodiac.
- Het spel Ping Pals maakt gebruik van eigen variant van PictoChat.
- De internetsite DS-Play heeft een chatroom waarin gebruik wordt gemaakt van een soortgelijk systeem.
- De internetsite DS arena heeft tevens zo'n systeem.
- Het spel 42 Spel Klassiekers bevat een online (en offline) modus die sterk overeenkomt met PictoChat.